# Município Local de King Sabata Dalindyebo
O Município Local de King Sabata Dalindyebo é um município situado no interior do Cabo Oriental, África do Sul. O município é constituído por Mthatha e Mqanduli.